# Edmund Weitz
Edmund Weitz (* 23. Dezember 1965 in Peine) ist ein deutscher Mathematiker, Informatiker und Hochschullehrer. Er ist Professor an der Hochschule für Angewandte Wissenschaften Hamburg (HAW Hamburg).

## Leben und Wirken
Edmund Weitz studierte nach Abitur und Zivildienst von 1986 bis 1992 Mathematik und Informatik an der Universität Hannover. Seit 1992 ist er Diplom-Mathematiker. 1996 wurde er mit einer Arbeit über Logik und Mengenlehre bei Karsten Steffens promoviert. Seit 2011 ist er Professor für Mathematik und Informatik an der Fakultät Design, Medien und Information (DMI) der HAW Hamburg im Department Medientechnik. Davor arbeitete er viele Jahre als Experte für Common Lisp für verschiedene Firmen in den USA, Großbritannien, Norwegen, Dänemark, Hongkong und Deutschland. Er ist der Autor diverser bekannter Open-Source-Bibliotheken für Common Lisp wie CL-PPCRE, Hunchentoot und Drakma sowie des Programms The Regex Coach.
2015 erhielt er den Hamburger Lehrpreis der Hamburger Wissenschaftsbehörde, der für herausragende und innovative Lehrleistungen an den Hamburger Hochschulen verliehen wird.
Seit Mai 2017 betreibt er auch einen YouTube-Kanal, auf dem er Mathematik- und Informatikvideos veröffentlicht. Dort sind auch Teile seiner Vorlesungen zu finden. Größere Bekanntheit erreichte er vor allem durch seine dort hochgeladenen Weihnachtsvorlesungen. Seine Weihnachtsvorlesung zur Riemannschen Vermutung hat (Stand 2024) 1,4 Millionen Videoaufrufe.

## Publikationen (Auswahl)

### Bücher
- mit Michael Holz und Karsten Steffens: Introduction to Cardinal Arithmetic, Birkhäuser Verlag, Basel 1999, ISBN 978-3-7643-6124-2.
- Common Lisp Recipes: A Problem-Solution Approach, Apress, New York City 2015, ISBN 978-1-4842-1177-9.
- Konkrete Mathematik (nicht nur) für Informatiker. Mit vielen Grafiken und Algorithmen in Python. Springer Spektrum, Wiesbaden 2018, ISBN 978-3-658-21564-4.
- Elementare Differentialgeometrie (nicht nur) für Informatiker. Mit vielen Grafiken und Visualisierungen in JavaScript. Springer Spektrum, Wiesbaden 2019, ISBN 978-3-662-60462-5.
- Pi und die Primzahlen. Eine Entdeckungsreise in die Mathematik. Springer, Berlin 2021, ISBN 978-3-662-62879-9.
- mit Heike Stephan: Gesichter der Mathematik. 111 Porträts und biographische Miniaturen. Springer, Berlin 2022, ISBN 978-3-662-66348-6.
- Fünf unlösbare Rätsel der Mathematik. Rowohlt, Hamburg 2025, ISBN 978-3-499-01426-0.

### Schriften
- mit Khomtchouk, Karp und Wahlestedt: How the strengths of Lisp-family languages facilitate building complex and flexible bioinformatics applications. Briefings in Bioinformatics, 2017, ISSN 1467-5463, doi:10.1093/bib/bbw130.
- Hausdorff's forgotten proof that almost all numbers are normal. Mathematische Semesterberichte, 2021, ISSN 1432-1815, doi:10.1007/s00591-021-00303-w.
- mit Lennart Finke: A Phenomenological Approach to Interactive Knot Diagrams.  IEEE Transactions on Visualization and Computer Graphics, 2024, ISSN 1077-2626, doi:10.1109/tvcg.2024.3405369.
- „Versteht“ ein System wie ChatGPT seine eigenen Texte zur Mathematik?.  In: Thomas Barton, Christian Müller (Hrsg.): Generative KI im Kontext der Wirtschaftsinformatik.  Angewandte Wirtschaftsinformatik, 2025, ISSN 2522-0497, doi:10.1007/978-3-658-47311-2_3.